# Cantonul Bordeaux-1
Cantonul Bordeaux-1 este un canton din arondismentul Bordeaux, departamentul Gironde, regiunea Aquitania, Franța.